# نهر مجدول

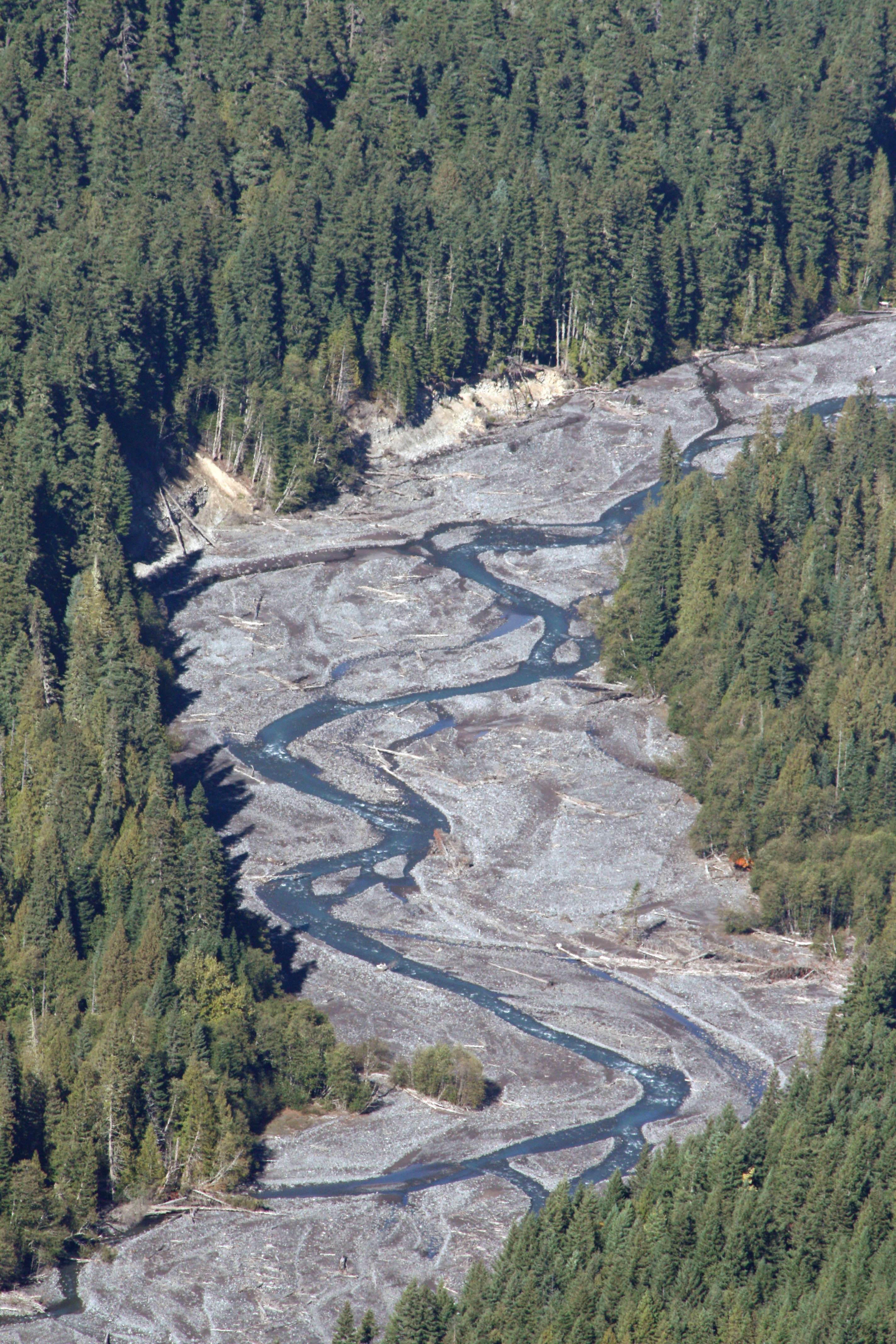
نهر مُجدول في ولاية واشنطن في الولايات المتحدة الأمريكية.

النهر المَجْدُول (بالإنجليزية: Braided river)‏، هي قناة نهرية تتميز بكثرة الجزر التي تفصل باستمرار جريان الماء فيها.